# Paco Knöller
Pour les articles homonymes, voir Knoller.
Paco Knöller, né le 29 août 1950 à Obermarchtal, est un artiste allemand. Il vit et travaille à Berlin. De 2001 à 2013, il est professeur à la Hochschule für Künste de Brême.

## Biographie
Paco Knöller naît en 1950 à Obermarchtal.
Il étudie à l'Académie des beaux-arts de Düsseldorf de 1972 à 1978. Il réalise ses premières gravures sur bois en 1982.
En 1987, il s'installe à Berlin. Il crée une vaste œuvre de dessins en plus de ses gravures sur bois multicouches. 
Il enseigne à la Hochschule für Künste de Brême à partir de 2001; la même année, il reçoit le Oberschwäbischer Kunstpreis. En 2008, il conçoit l'entrée du nouveau musée d'art Dieselkraftwerk à Cottbus. Le portail sud à quatre ailes est décoré d'une œuvre de Paco Knöller imprimée sur verre.

## Travail
Knöller a développé une position indépendante dans le domaine de l'art contemporain. En plus des œuvres grand format sur papier, des représentations intensives en crayon à l'huile ont été créées ces dernières années sur des supports en bois sur lesquels le corps humain ou ses fragments tels que la tête occupent souvent des positions importantes. Knöller est l'un des artistes les plus importants de sa génération depuis les années 1980.
Ses estampes des années 1992 à 2002 ont fait l'objet d'une vaste exposition à la Hamburger Bahnhof Berlin et à la Kunsthalle Bremen.

## Expositions
- 1978 : Städtlische gal. Ravensbrurg[1].
- 1985 : Thomas Wallner, Malmö[1].
- 1991 et 2005 : Karsten Greve, Paris[1].
- 1997 : Sprengel Museum Hannover, Hannover; Staatliche Kunsthalle Karlsruhe, Karlsruhe
- 1998 : Galerie Karsten Greve (en), Köln
- 1999 : Galerie Thomas Schulte, Berlin; Städtische Galerie Nordhorn
- 2001 : Galerie Karsten Greve, Köln
- 2002 : Schnitte. Plötzliche Gegenwart 1992–2002. Berlin Hamburger Bahnhof (de)
- 2003: Schnitte. Spiegelnd denken. Galerie Karsten Greve, Köln
- 2004 : Meerische Arbeit. Drucke und Zeichnungen. Kunsthalle de Brême
- 2005 : Fraktale. Drucke und Zeichnungen. Galerie Karsten Greve, Paris
- 2007 : Schnitte. Riskante Euphorien. Städtisches Kunstmuseum Spendhaus Reutlingen
- 2008 : Schnitte. Riskante Euphorien. Kunstmuseum Dieselkraftwerk Cottbus (de), Cottbus
- 2011 : Künstliche Paradiese-Schlafmohnalphabet.  Kunstverein Lippstadt, Lippstadt
- 2012 : Hölzer und Schnitte. Kunstverein Villa Wessel (de), Iserlohn
- 2015 : Mit der Linie ziehen, 1989–2014. Galerie Thomas Schulte, Berlin[6]
- 2019 : Museum Morsbroich[3].
- ? : Centre national d'art et de culture Georges-Pompidou[7].